# A Hora Marcada
A Hora Marcada foi uma telenovela brasileira exibida em 1967 pela TV Tupi, de autoria de Ciro Bassini. A emissora, que tinha grande concorrência com a TV Excelsior no horário das 19 horas, investia em novelas curtas.

## Elenco
- Neide Aparecida - Silvia
- Luiz Gustavo
- Gianfrancesco Guarnieri
- Silvio Rocha
- Meire Nogueira
- Ana Rosa - Sandra